# Scolecophidia
Scolecophidia to podrząd węży, charakteryzujących się długością ciała od 10 do 100 cm, przystosowanych do kopania. Istnieje pięć rodzin i 15 rodzajów.

## Rodziny
| Rodzina          | Rodzaje | Występują w:                                                               |
| ---------------- | ------- | -------------------------------------------------------------------------- |
| Anomalepididae   | 4       | Południowej, Ameryce Środkowej i Ameryce Południowej                       |
| Gerrhopilidae    | 2       | W Indiach, Południowo-Wschodniej Azji, Indonezji, Filipin i Nowej Gwinei   |
| Leptotyphlopidae | 2       | W Afryce, Zachodniej Azji i Ameryce Południowej                            |
| Typhlopidae      | 6       | Większości tropikalnych i wielu subtropikalnych regionach na całym świecie |
| Xenotyphlopidae  | 1       | Madagaskarze                                                               |

## Biogeografia
Scolecophidians wyewoluowały prawdopodobnie na Gondwanie, przy czym anomalepidids i leptotyphlopids rozwinęły się w Zachodniej Gondwanie (Ameryka Południowa i Afryka), a typhlopids, gerrhopilids i xenotyphlopids na wschodzie Gondwany, na obszarze współczesnych Indii/Madagaskaru, w czasie mezozoiku. Typhlopids następnie rozprzestrzeniły się w Afryce i Eurazji. Typhlopids z Ameryki Południowej najwyraźniej wyewoluowały z afrykańskich typhlopids, które przepłynęły przez Ocean Atlantycki około 60 milionów lat temu; stamtąd z kolei rozprzestrzeniły się na Karaibach około 33 mln lat temu. Typhlopids najwyraźniej przedostały się do Australii z Południowo-Wschodniej Azji i Indonezji około 28 milionów lat temu.